# Elecciones municipales de 2019 en Antequera
Las elecciones municipales de 2019 se celebraron en Antequera el domingo 26 de mayo, de acuerdo con el Real Decreto de convocatoria de elecciones locales en España dispuesto el 1 de abril de 2019 y publicado en el Boletín Oficial del Estado el 2 de abril. Se eligieron los 21 concejales del pleno del Ayuntamiento de Antequera, a través de un sistema proporcional (método d'Hondt), con listas cerradas y un umbral electoral del 5 %.

## Candidaturas
En abril de 2019 fueron proclamadas 6 candidaturas.

## Resultados
Los resultados completos correspondientes al escrutinio definitivo se detallan a continuación:
| Candidatura     | Candidatura                                             | Votos  | %                               | Escaños                         |
| --------------- | ------------------------------------------------------- | ------ | ------------------------------- | ------------------------------- |
|                 | Partido Popular (PP)                                    | 9 286  | 46,92                           | 11                              |
|                 | Partido Socialista Obrero Español de Andalucía (PSOE-A) | 6 331  | 31,99                           | 7                               |
|                 | Adelante Antequera (Adelante)                           | 2 399  | 12,12                           | 2                               |
|                 | Ciudadanos-Partido de la Ciudadanía (Cs)                | 1 036  | 5,23                            | 1                               |
| Vox (Vox)       | Vox (Vox)                                               | 392    | 1,98                            | 0                               |
| PABA            | PABA                                                    | 182    | 0,92                            | 0                               |
| Votos en blanco | Votos en blanco                                         | 166    | 0,84                            | n/a                             |
| Votos válidos   | Votos válidos                                           | 19 926 | 100,00                          | 21                              |
| Votos nulos     | Votos nulos                                             | 134    | Participación: \| \| 61,91 % \| | Participación: \| \| 61,91 % \| |
| Votantes        | Votantes                                                | 20226  | Participación: \| \| 61,91 % \| | Participación: \| \| 61,91 % \| |
| Electores       | Electores                                               | 32486  | Participación: \| \| 61,91 % \| | Participación: \| \| 61,91 % \| |
|                 | 61,91 %                                                 |        |                                 |                                 |

## Concejales electos
| N.º | Nombre                                 | Lista | Lista    |
| --- | -------------------------------------- | ----- | -------- |
| 1   | Manuel Jesús Barón Ríos                |       | PP       |
| 2   | Francisco José Calderón Carrillo       |       | PSOE     |
| 3   | José Ramón Carmona Sánchez             |       | PP       |
| 4   | Deborah León Artacho                   |       | PSOE     |
| 5   | Ana María Cebrián Sotomayor            |       | PP       |
| 6   | Francisco de Paula Matas García        |       | ADELANTE |
| 7   | Juan Rosas Carmona Sánchez             |       | PP       |
| 8   | Manuel Jesús Chicón Porras             |       | PSOE     |
| 9   | Elena María Melero Muñoz               |       | PP       |
| 10  | Gema María González Perdiguero         |       | PSOE     |
| 11  | Francisco Alberto Arana Escalante      |       | PP       |
| 12  | Ángel Luis González Muñoz              |       | PP       |
| 13  | Cristina de los Dolores García Jiménez |       | PSOE     |
| 14  | María del Pilar Ruiz Muñoz             |       | ADELANTE |
| 15  | Sara Ríos Soto                         |       | PP       |
| 16  | Francisco Morente López                |       | PSOE     |
| 17  | José Manuel García Puche               |       | CS       |
| 18  | Juan Bautista Antonio Álvarez Cabello  |       | PP       |
| 19  | María Teresa Molina Ruz                |       | PP       |
| 20  | María Luis Ruiz Seguín                 |       | PSOE     |
| 21  | Antonio Jesús García Acedo             |       | PP       |